# Francis Lee (regista)
Francis Lee (Soyland, 1969) è un regista, sceneggiatore e attore britannico.

## Biografia
Francis Lee è nato e cresciuto a Soyland e ha studiato recitazione al Rose Bruford College. Ha recitato in diversi episodi di Peak Practice, Casualty, Heartbeat e L'ispettore Barnaby, oltre ad apparire nel film Topsy-Turvy - Sotto-sopra.
Ha fatto il suo debutto alla regia nel 2012 con il cortometraggio The Farmer's Wife, seguito dai corti Beadford Halifax London (2013) e The Last Smallholder (2014). Nel 2017 ha diretto il suo primo lungometraggio, La terra di Dio - God's Own Country, accolto da recensioni positive. Per la sua regia, Lee è stato premiato al Sundance Film Festival, ai Teddy Awards e ai London Critics Circle Film Awards. Ha inoltre ricevuto una candidatura al miglior sceneggiatore debuttate ai British Independent Film Awards.
Nel 2020 ha diretto Kate Winslet e Saorise Ronan nel film Ammonite.
È dichiaratamente gay.

## Filmografia parziale

### Regista
- La terra di Dio - God's Own Country (God's Own Country) (2017)
- Ammonite - Sopra un'onda del mare (Ammonite) (2020)

### Sceneggiatore
- La terra di Dio - God's Own Country (God's Own Country), regia di Francis Lee (2017)
- Ammonite - Sopra un'onda del mare (Ammonite), regia di Francis Lee (2020)

### Attore

#### Cinema
- Topsy-Turvy - Sotto-sopra (Topsy-Turvy), regia di Mike Leigh (1999)

#### Televisione
- Peak Practice - serie TV, 1 episodio (1994)
- Jack Frost - serie TV, 1 episodio (1996)
- Dalziel and Pascoe - serie TV, 1 episodio (1998)
- L'ispettore Barnaby - serie TV, 2 episodi (1999-2005)
- Heartbeat - serie TV, 3 episodi (2003-2009)
- Casualty - serie TV, 2 episodi (2004-2008)